# 洛达尔隧道
洛达尔公路隧道（挪威語：Lærdalstunnelen）位於挪威西部，是世界上最长的公路隧道。
洛达尔隧道位于挪威西部的洛达尔（Lærdal）和艾于兰（Aurland）之间，全长24.51公里。於1995年3月开始动工兴建，2000年11月27日正式通车。整个工程项目共耗资约1亿美元，由挪威国王哈拉尔五世为隧道正式剪綵通车。
过去来往於奥斯陆和卑尔根的车辆，不仅要在洛达尔乘三个小时的轮渡橫越洛达尔附近的松恩峡湾（挪威語：Sognefjorden），还要在洛达尔和艾于兰之间翻越一大段地势非常险峻的山路，這段山路在冬季冰冻时期更禁止通行。洛达尔隧道通车后，奥斯陆与卑尔根之间的交通大為改善，行车时间由以往的14个小时缩短至7个小时，车辆在冬季照常通行无阻。根据设计，洛达尔隧道的行車容量為每小时400辆，但由于挪威人口较少，这条隧道每昼夜通过的車輛數目仅为1,000辆。

## 相關事項
- 山手隧道（世界第二、日本最長公路隧道）
- 秦嶺終南山公路隧道（世界第三、中國最長公路隧道）
- 雪山隧道（世界第十五、臺灣最長公路隧道）
- 麟蹄襄陽隧道（朝鲜语：인제양양터널）
- 世界公路隧道列表

## 外部連結
- World's longest Tunnel Page

| 紀錄                                       | 紀錄                          | 紀錄 |
| ------------------------------------------ | ----------------------------- | ---- |
| 前任者： 聖哥達公路隧道 16.4 km（10.2 mi） | 世界上最長的公路隧道 2000至今 | 現任 |